# Фортунатов, Филипп Фёдорович
Фили́пп Фёдорович Фортуна́тов (2 января [14 января] 1848, Вологда — 20 сентября [3 октября] 1914, дер. Косалма, под Петрозаводском) — русский лингвист, профессор, действительный член Петербургской академии наук (1898), основатель московской лингвистической школы («формальной», «фортунатовской»), один из наиболее значительных лингвистов дореволюционной России. Трудился над историей индоарийских, балтийских и славянских языков, работал с индоевропеистикой, теорией грамматики; занимался обширной педагогической деятельностью. Старший брат А.Ф. Фортунатова и С.Ф. Фортунатова.

## Биография

Памятная доска в Петрозаводске на здании бывшей Олонецкой мужской гимназии

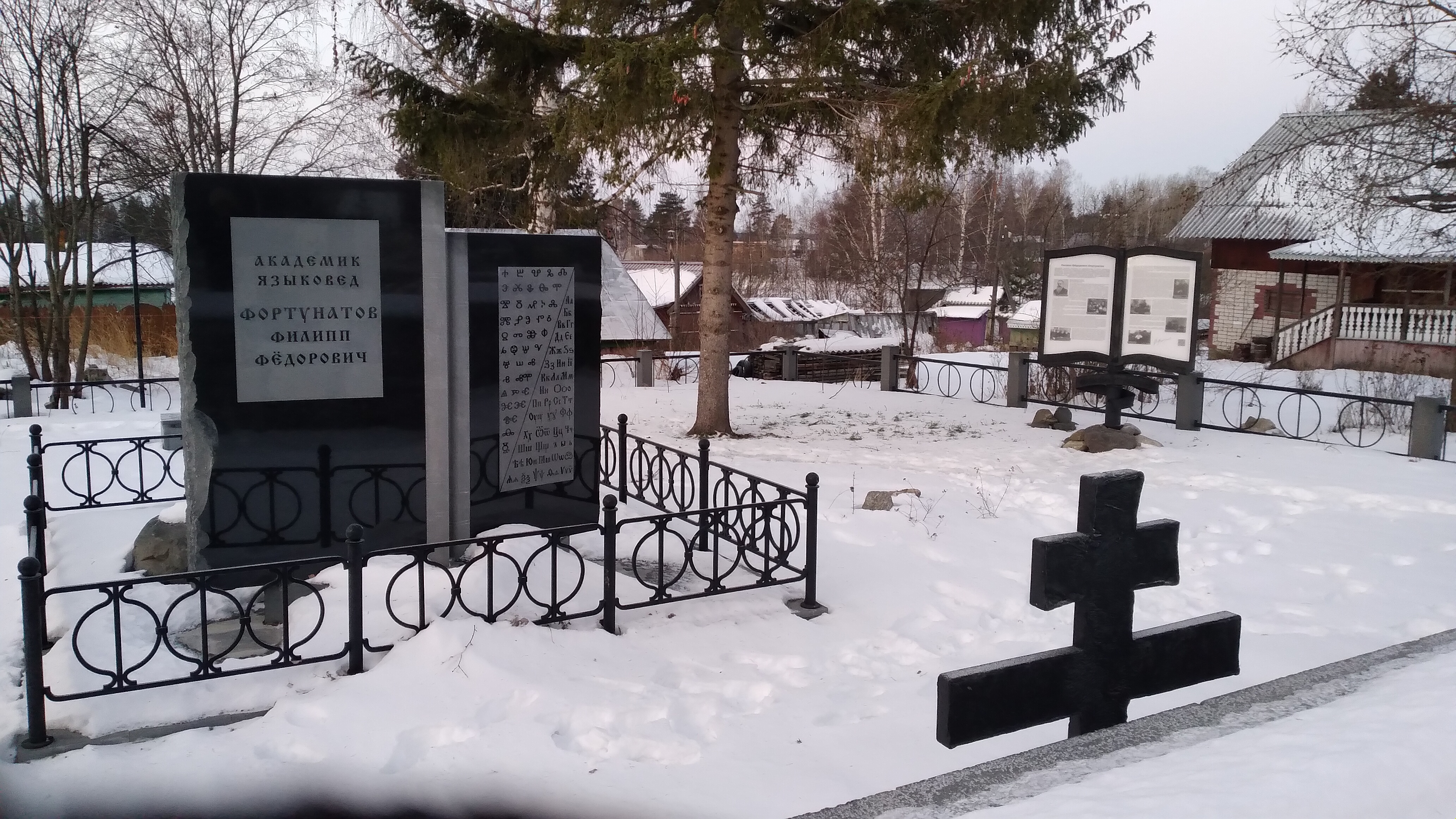
Памятник на могиле Ф. Ф. Фортунатова в деревне Косалма, установленный в 2020—2022 гг.

Родился 2 (14) января 1848 года в семье инспектора Вологодской гимназии Фёдора Николаевича Фортунатова. Мать умерла, когда Филиппу было девять лет. Начальное образование получил дома. Поступил в Олонецкую губернскую гимназию (1858). Из-за переезда вместе с отцом в Москву (1863), окончил в 1864 году 2-ю Московскую гимназию — с серебряной медалью.
Затем учился на историко-филологическом факультете Московского университета (1864—1868). Интерес к языкознанию возник под влиянием старшего брата — Евгения Фёдоровича который готовился к занятию кафедры славянских языков Московского университета, но умер в 1866 году. Университетский курс окончил первым кандидатом и был оставлен на кафедре сравнительного языкознания на два года для приготовления к профессорскому званию.
Готовясь к магистерским экзаменам, начал изучение литовского языка и продолжал много лет и летом 1871 года вместе с В. Ф. Миллером выехал в Сувалкскую губернию, где они собирали литовские сказки и песни (песни были напечатаны в 1872 году в «Известиях» Московского университета). После сдачи магистерского экзамена был на два года отправлен в заграничную командировку — стажировался в Германии (у Курциуса и Лескина) и Франции (у Бреаля) (1872—1873). В Британском музее он работал над рукописями Вед и после возвращения подготовил диссертацию («Sāmaveda». — М., 1875), которая, кроме лингвистического исследования ведийского языка, содержала часть Самаведы (дотоле неизданную) с русским переводом, введением, комментарием и приложением «Нескольких страниц из сравнительной грамматики индоевропейских языков».
В 1875 году после защиты диссертации был избран доцентом по кафедре сравнительной грамматики индо-европейских языков Московского университета и более двадцати пяти лет (1876—1902) занимал кафедру сравнительного языковедения (в 1874—1876 годах он также преподавал греческий язык в гимназии Креймана). В 1884 году по ходатайству Московского и Киевского университетов был удостоен степени доктора сравнительного языковедения без защиты диссертации (honoris causa) и был утверждён экстраординарным профессором Московского университета по кафедре сравнительного языковедения и санскритского языка; с 1886 года — ординарный профессор; с 1900 года — заслуженный профессор Московского университета. Читал в университете курсы индоевропеистики и общего языкознания.
В 1898 году был избран в члены Академии наук и в 1902 году, оставив работу в Московском университете, стал штатным академиком Петербургской академии наук, — работал в Санкт-Петербурге в Отделении русского языка и словесности академии, занимаясь исследовательской и издательской деятельностью.
- Доктор сравнительного языковедения (1884),
- член-корреспондент (1895) Петербургской академии наук[4],
- Ординарный академик Петербургской академии наук вне штата (1898)[3]
- Заслуженный профессор Московского университета (1900)[5]
- Почётный член Московского университета (1902)[5]
- Действительный (штатный) член Петербургской академии наук (1902)[3]
- Иностранный член Сербской академии наук и искусств[серб.] (1907)
- Действительный член Финно-угорского общества, Гельсингфорс (1911),
- Почётный доктор Норвежского университета, Христиания (1911).

Умер и похоронен в деревне Косалма под Петрозаводском, где регулярно с 1895 года проводил летние месяцы.

## Вклад в науку
В наследии Фортунатова выделяются две части: индоевропейские исследования и исследования по общей теории грамматики; в обе эти области он внёс существенный для своего времени вклад.

### Индоевропейские исследования
Как индоевропеист Фортунатов был последователем приверженцев методологии и концепции младограмматиков, у виднейших представителей которых он учился в Германии; он может считаться первым крупным российским младограмматиком. Наиболее известны исследования Фортунатова в области индоарийской и балтославянской исторической фонетики, и в особенности балтославянской исторической акцентологии, которую он начал изучать один из первых. Его именем названы два звуковых закона: «закон Фортунатова», описывающий условия возникновения древнеиндийских ретрофлексных звуков, и известный «закон Фортунатова-де Соссюра» (независимо сформулированный также Ф. де Соссюром), относящийся к балтославянской исторической акцентологии и описывающий эволюцию одного из типов ударения в балтийских и славянских языках.

### Теория грамматики
В ряде работ (но в основном в лекциях «московского» периода его деятельности) Фортунатовым были высказаны оригинальные теоретические взгляды по общей морфологии. Они касаются прежде всего таких понятий, как грамматическая форма, словоизменение, словообразование и формообразование, а также классификации частей речи. Фортунатов обратил внимание на различие грамматических и неграмматических значений и на особый характер выражения этих значений в языках флективного типа; к Фортунатову восходит также популярное в отечественной грамматической традиции противопоставление «словоизменения» и «формообразования», а также «синтаксических» и «несинтаксических» грамматических категорий (использовавшееся позднее в той или иной степени в исследованиях П. С. Кузнецова, Р. И. Аванесова, А. И. Смирницкого и др.). Он особенно подчёркивал роль морфологических (или «формальных» — откуда называние его школы) коррелятов языковых значений и, в частности, предложил нетрадиционную классификацию частей речи, основанную практически только на морфологических критериях.
При анализе взглядов Фортунатова следует учесть, что они не были сформулированы им в целостном виде и во многом реконструируются на основе анализа отдельных примеров и текстов лекций; не все работы Фортунатова опубликованы даже в настоящее время. С другой стороны, идеи Фортунатова, высказанные им на протяжении 25 лет преподавания, оказали значительное влияние на последующее поколение российских лингвистов и во многом подготовили почву для появления российского структурализма в лице Н. С. Трубецкого и Р. О. Якобсона (последний, в частности, особенно ценил Фортунатова и много сделал для его памяти). Непосредственными учениками Фортунатова являются А. А. Шахматов, В. К. Поржезинский, Д. Н. Ушаков, Н. Н. Дурново и др. И как историк языка, и как теоретик Фортунатов всю жизнь оставался приверженцем «строгих» методов; его своеобразный научный стиль, сочетавший глубину и точность с сухостью и некоторой тяжеловесностью изложения, также оказал большое влияние на последующие поколения лингвистов, в особенности тех, кто желал дистанцироваться от филологической традиции «виноградовской школы».

### Научные труды
- Фортунатов Ф. Ф. О происхождении глаголицы. — СПб., 1903.
- Фортунатов Ф. Ф. Избранные труды. Т. I—II. — М., 1956.

## Память
Именем Ф. Ф. Фортунатова названа одна из улиц Петрозаводска.
На здании бывшей Олонецкой мужской гимназии (ныне Музей ИЗО) в Петрозаводске, установлена памятная доска в честь академика.
В Косалме сохранилась могила академика, являющаяся памятником истории федерального значения.  Объект культурного наследия № 1010045000. В 2020—2022 году проведена реконструкция кладбища в Косалме, установлен новый памятник, автор — скульптор Александр Ким.